# Godronia multispora
Godronia multispora är en svampart som tillhör divisionen sporsäcksvampar, och som beskrevs av James Walton Groves. Godronia multispora ingår i släktet Godronia, och familjen Helotiaceae. Arten är reproducerande i Sverige.